# Gabriel Boric
Pour les articles homonymes, voir Boric.
Boric  Font est un nom espagnol. Le premier nom de famille, en général paternel, est Boric ; le second, en général maternel, souvent omis, est Font.
Gabriel Boric Font (prononcé : [ɡaˈβɾjel ˈβoɾitʃ font]), né le 11 février 1986 à Punta Arenas, est un homme d'État chilien, président de la République depuis le 11 mars 2022.
Figure du mouvement étudiant de 2011, il est député entre 2014 et 2022. Il remporte au second tour l'élection présidentielle de 2021 en tant que candidat de la coalition Approbation dignité (gauche à extrême gauche) face à José Antonio Kast (extrême droite).
Sous son mandat, après l'échec du référendum constitutionnel de 2022, la gauche est largement défaite aux élections constituantes de l'année suivante.

## Situation personnelle

### Études et premiers engagements
Gabriel Boric est né à Punta Arenas en 1986. Il est le fils de Luis Javier Boric Scarpa, issu d'une famille d'origine croate installée au Chili depuis la fin du XIXe siècle, ingénieur chimiste et fonctionnaire à l'Entreprise nationale du pétrole (es) pendant plus de quatre décennies ; sa mère, María Soledad Font Aguilera, est d'origine catalane. Il a grandi aux côtés de ses deux frères cadets dans une famille sympathisante des partis socialiste et démocrate-chrétien.
Il effectue des études de droit et s'engage dans le syndicalisme étudiant, tout en militant au sein du mouvement Gauche autonome (espagnol : Izquierda Autónoma). Pendant une partie de son séjour à l'université, Boric a obtenu un poste d'assistant du professeur José Zalaquett dans le cours sur les droits de l'homme de ce dernier,.
Il s'investit particulièrement dans le mouvement étudiant de 2011, qui visait à obtenir la gratuité de l'éducation. Il est dans ce contexte élu à la tête de la Fédération des étudiants de l'université du Chili, succédant à Camila Vallejo.
Il vivait en couple depuis 2019 avec Irina Karamanos, anthropologue et politologue chilienne née le 29 octobre 1989. Le couple annonce leur séparation le 16 novembre 2023,.

## Parcours politique

### Député des60eet28edistricts

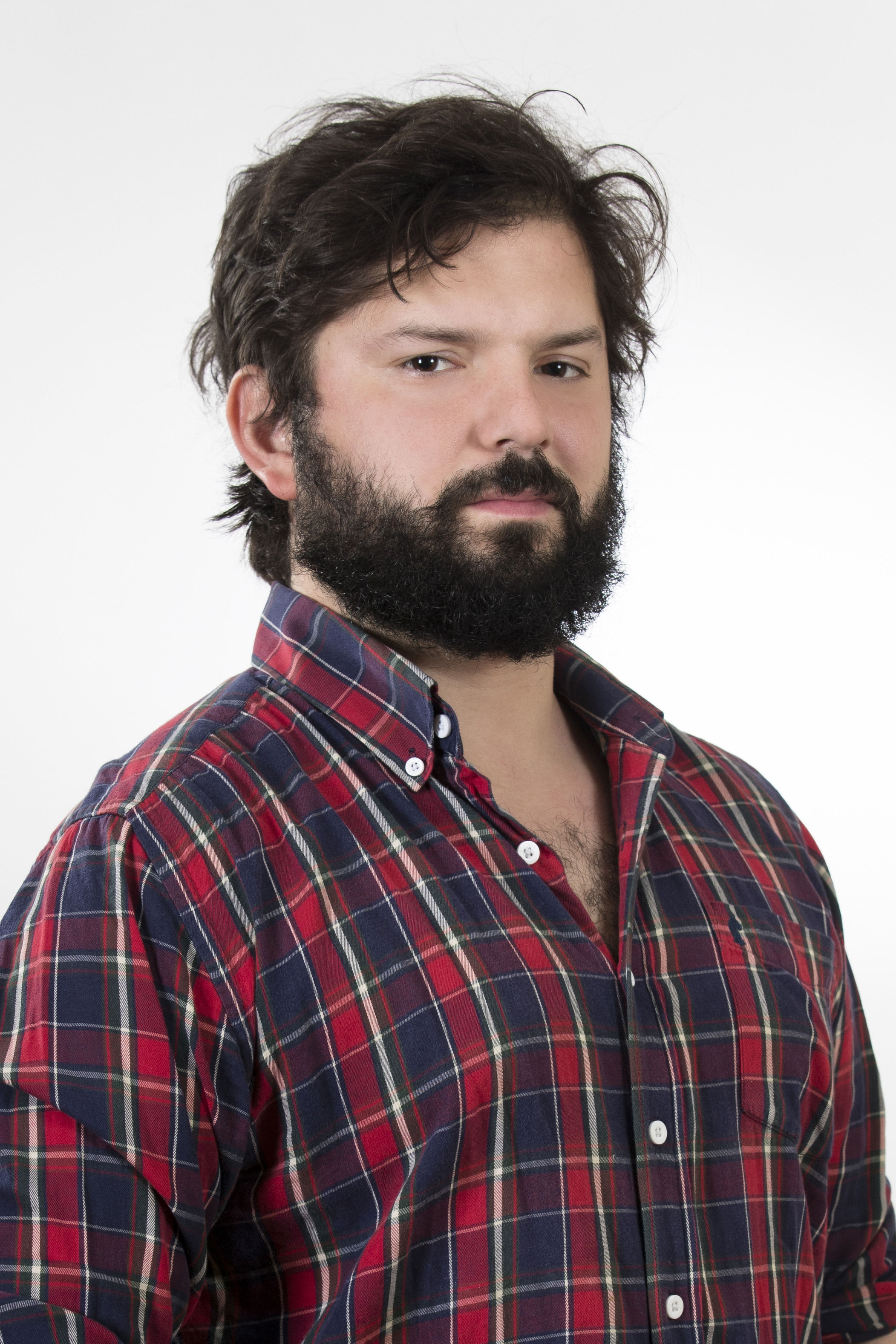
Portrait officiel du député Gabriel Boric (2017).

Ancien syndicaliste étudiant, il est élu député en 2014 pour le parti Convergence sociale, qui rejoint la coalition du Front large lors de sa fondation en 2017. Il a représenté le district de Magallanes et l'Antarctique chilien. Boric consacre son mandat à la défense des droits de l'homme, à la lutte contre les conflits d'intérêts et à la réduction des indemnités parlementaires.
Il soutient les manifestations massives de 2019-2020 et s'engage en faveur de la rédaction d'une nouvelle Constitution destinée à rompre avec l'héritage de la dictature d'Augusto Pinochet. Il contribue à faire adopter un accord avec le gouvernement de Sebastián Piñera visant à mettre un terme au mouvement en échange d’un processus constitutionnel, ce qui lui vaut des difficultés au sein de son propre parti. Il est ainsi très présent au sein d'un mouvement contestataire ancré à gauche et puisant ses origines dans les milieux étudiants, avant son extension déterminante aux questions des inégalités sociales. Il occupe une place de premier plan lors de la campagne pour le référendum d'octobre 2020, qui voit les propositions d'un changement de constitution et de la mise en place d'une Assemblée constituante approuvées à de larges majorité. Les référendums sont alors suivis d'élections constituantes en mai 2021,

### Élection présidentielle de 2021
Fort de ses liens avec une partie des membres de l'assemblée constituante et soutenu par le Front large, Gabriel Boric remporte la primaire d'Approbation dignité sur des positions plus modérées que son concurrent Daniel Jadue du Parti communiste, bénéficiant notamment de l'image d'un candidat participant au renouvellement de la classe politique,,,. Il avait initialement refusé de présenter sa candidature, estimant manquer d'expérience, mais s'y était finalement résolu en l’absence d’une autre candidature au sein du mouvement. Beatriz Sánchez, qui avait représenté le Front large à l'élection présidentielle de 2017, n'avait pas souhaité être à nouveau candidate.
Il est à 35 ans le plus jeune candidat à une élection présidentielle au Chili,,,,. Bien que ses plus proches collaborateurs soient souvent issus des mouvements sociaux, il reste éloigné des positions de l'extrême gauche et inspire la méfiance tant de la frange la plus contestataire de la gauche chilienne que des marchés financiers,,.
Candidat d'un passage à un système d'État-providence, Gabriel Boric propose de revenir sur la privatisation des services publics qui avait caractérisé la dictature de Pinochet. Il prend ainsi position contre le système de retraites et de santé en vigueur, ceux-ci étant depuis cette époque intégralement confiés au secteur privé,. Le candidat se prononce pour l'introduction d’impôts progressifs pour les plus riches, une retraite minimum de 250 000 pesos via une augmentation des cotisations mensuelles de 10 % à 18 % du salaire avec une plus grande part prise en charge par l'employeur, l'augmentation du salaire minimum et la réduction de la semaine de travail à 40 heures . Il n'évoque aucune nationalisation, dans un pays où l'essentiel de l'économie est entre les mains de multinationales et de la haute bourgeoisie. Son programme prévoit l'augmentation des dépenses sociales, notamment afin de créer une assurance maladie universelle et de lancer un plan national de santé mentale, ainsi que la réforme des forces de police, dont la conduite a été controversée pendant la répression des manifestations de 2019, et des investissements dans la lutte contre le réchauffement climatique. Promettant également de lutter contre le réchauffement climatique, il se déclare favorable à la légalisation de l'avortement et à l'avancée des droits LGBT,. En réaction au conflit mapuche, il prône la levée de l'État d'urgence et l'expulsion des entreprises transnationales présentes dans la région,.
Lors du second tour organisé le 19 décembre 2021, Gabriel Boric est élu président de la République avec 55,8 % des voix, dans un contexte de participation record (55 %) pour une élection présidentielle au Chili. La hausse de la participation des classes populaires et des jeunes semble avoir permis à Gabriel Boric de déjouer les sondages, qui le donnaient au coude-à-coude avec Kast. De fait, il a reçu un soutien substantiel sur les réseaux sociaux, à l'instar d'un post devenu viral de l'artiste La Mirona.
Âgé de 35 ans au moment de son élection, il est le plus jeune président élu de l'histoire du pays, ainsi que le candidat ayant obtenu le plus grand nombre de voix au second tour d'une élection présidentielle,. La bourse de Santiago ouvre le lendemain du scrutin sur une baisse de 6,83 %, les marchés financiers étant effrayés par la victoire de la gauche.

## Président de la République

### Investiture et débuts

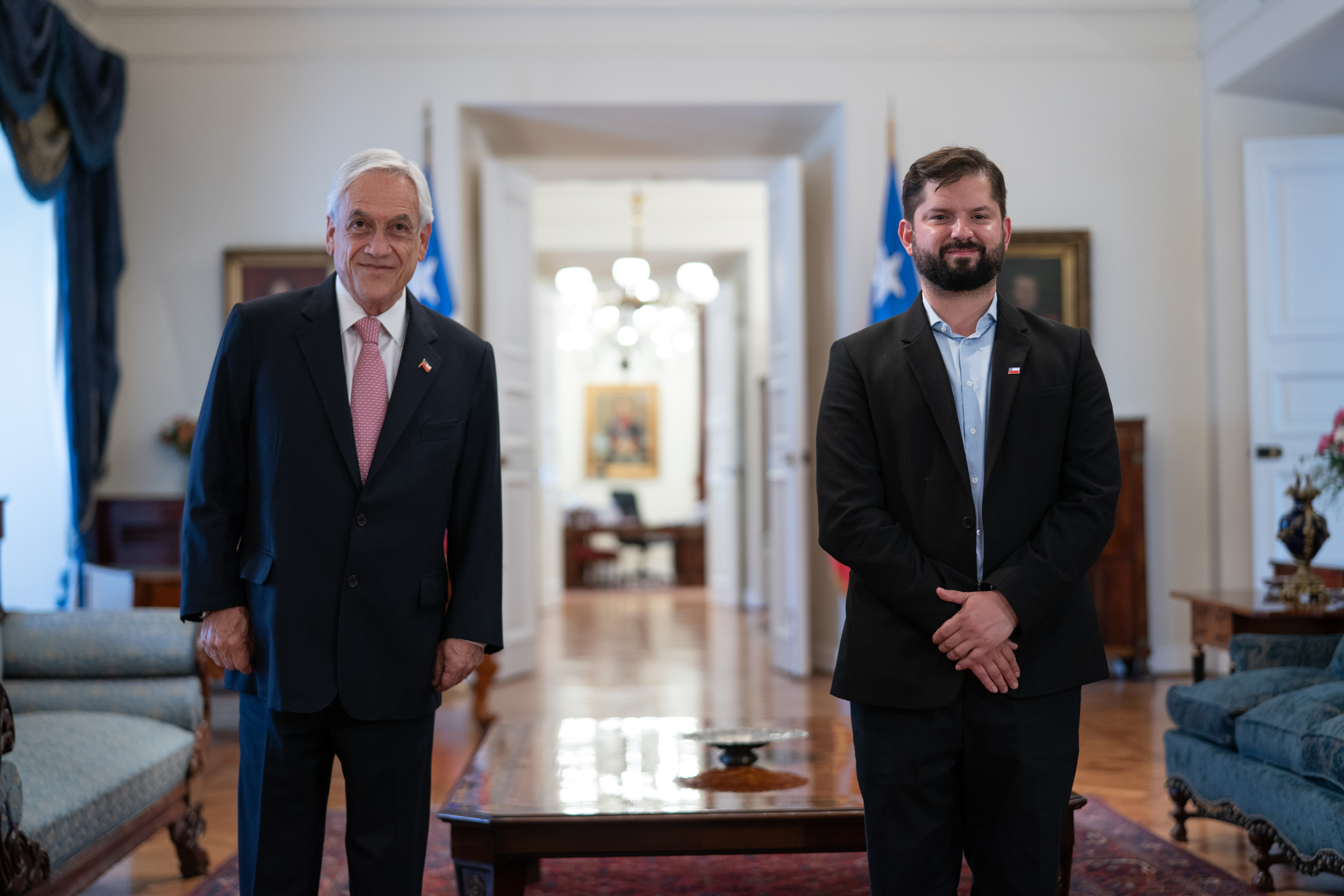
Gabriel Boric, président élu, rencontre le président sortant Sebastián Piñera au palais présidentiel de La Moneda.

Gabriel Boric est investi président de la république du Chili le 11 mars 2022, succédant ainsi au président sortant Sebastián Piñera. Âgé de 36 ans, il est la personne la plus jeune à occuper cette fonction. Le nouveau président n'a pas les mains libres, faute de majorité au Congrès. La droite conserve la moitié du Sénat et la Chambre des députés est scindée à parts égales entre le centre et la gauche d'une part et la droite et l'extrême-droite d'autre part. Son programme social se heurte à l’hostilité des médias chiliens, très majoritairement conservateurs, et aux difficultés économiques que prévoit le Fonds monétaire international pour le Chili pour les années à venir. Gabriel Boric est accompagné par un gouvernement composé de 24 ministres, dont 14 femmes.
Le 18 mars suivant, le président Boric, la ministre des Affaires étrangères, Antonia Urrejola, et celle de l'Environnement, Maisa Rojas, signent l'accord d'Escazú, à l'élaboration duquel le Chili a participé activement en 2014 mais que l'ancien président Piñera avait refusé de signer.

### Premières difficultés du gouvernement
Le gouvernement Boric connait dès ses débuts des déconvenues, échouant à faire approuver par le Parlement une réforme visant à retirer des fonds de pension privés pour promouvoir des politiques sociales en direction des familles défavorisées, et devant affronter un taux annuel d'inflation de plus de 10 % et une croissance en berne. Il ne parvient pas non plus à un compromis avec la droite sur l'amnistie des centaines de personnes encore emprisonnées à la suite des manifestations de 2019, laquelle était très attendue par une partie de sa base électorale,.
Les premières semaines de sa présidence sont marquées par des troubles alors que l'approbation de son action est en chute libre parmi la population, tombant à 24 % d'opinions favorables en seulement quelques semaines. Cet effondrement soudain aurait pour causes l’inexpérience et les erreurs de communication des nouveaux ministres, l'hostilité virulente des grands médias chiliens à l'égard du gouvernement, ou encore la lenteur des réformes. « Le gouvernement ne dispose pas d’une majorité stable à la Chambre des députés et il n’a pas la majorité au Sénat, souligne le politiste Fernando Rosenblatt. Il doit négocier avec chaque élu, au comportement parfois volatil. C’est une situation à laquelle il fait face depuis son arrivée au pouvoir. » Marco Enríquez-Ominami, figure de la gauche chilienne, lui reproche « son pari de ne pas aller à la confrontation avec la droite, de ne pas faire bouger les lignes. Il n'y a aucune réforme importante. Vu les divisions du pays et les problèmes qu'il traverse, c'est une grosse erreur. »

### Politique économique et sociale
Il met sur pied en avril un plan de relance de l’économie s'élevant à 3,7 milliards de dollars ; 36 % du budget est dévolu à une aide sociale aux foyers, plus d’un quart à soutenir les petites et moyennes entreprises, et le reste à la création d’emplois. Le président chilien annonce également le gel du prix des transports publics pendant un an et une augmentation de 15 % de la bourse alimentaire dans l’enseignement supérieur, dont bénéficieront 620 000 étudiants.
Lors de son premier compte-rendu public du 1er juin 2022, Boric présente devant le Parlement et la Nation les principaux axes de l'action de son gouvernement. Il annonce notamment comme projets la mise en place d'un système public de pensions de retraite, d'un fonds de santé universel ainsi que le redéploiement du réseau de chemin de fer.
En mai 2022, le salaire minimum est augmenté de 350 000 pesos (412 dollars) à 400 000 pesos (470 dollars) pour faire face à l'inflation. La gratuité du système de santé public est instaurée à partir de septembre 2022.
Début mars 2023, il fait adopter une réforme réduisant la durée de la semaine de travail de 45 à 40 heures,.
Le 8 mars 2023, Gabriel Boric subit un revers majeur : à une voix près, la Chambre des députés refuse d'ouvrir un débat sur la grande réforme fiscale qu'il promettait durant sa campagne présidentielle pour financer ses réformes sociales. Après cet échec, il doit attendre une année avant de pouvoir à nouveau présenter un texte similaire. Présentée aux députés en juillet 2022, elle prévoyait notamment un impôt sur les gros patrimoines, une taxe sur le secteur minier, et le renforcement de la lutte contre la fraude. Ce revers met en péril le projet de réforme des retraites qui devait introduire un système de retraite par répartition, tandis que le système actuel est à capitalisation individuelle privée, et revaloriser la pension solidaire de base, qui concerne les personnes âgées n’ayant droit à aucune retraite.

### Processus constituants

#### Échec du référendum constitutionnel et réalignement au centre
En juillet 2022, l'Assemblée constituante élue en 2021 remet son projet de nouvelle Constitution, qui doit être soumis à référendum le 4 septembre 2022. Il fait suite au référendum de 2020, lors duquel 78 % des suffrages exprimés étaient pour changer de Constitution, celle en vigueur ayant été instaurée par la dictature d'Augusto Pinochet.
La proposition de Constitution entend garantir aux citoyens le droit à l'éducation, à la santé publique, à une retraite ainsi qu'à un logement décent, étend la protection de l’environnement, reconnaît le droit à l'avortement et des droits d'autonomie pour les peuples indigènes. Elle est soutenue par les partis de gauche et des mouvements féministes, autochtones et étudiants. L'opposition comprend les partis de droite, les églises évangéliques et les principaux médias,. La campagne pour le « non » est aussi animée par le mouvement Les Jaunes pour le Chili (Amarillos por Chile), indépendant des partis politiques et qui regroupe des figures connues de l’élite politique, économique et académique.
Le 4 septembre 2022, le projet de nouvelle Constitution est rejeté par 61,9 % des électeurs, soit plus de 7,8 millions de personnes, contre 4,8 millions (38,1 %) qui se prononcent favorablement. Le taux de participation s'établit à plus de 85 % des électeurs inscrits.
Approuvez-vous le texte de la nouvelle Constitution proposé par la convention constitutionnelle ?
| Votes pour : 38,13 % |  |  | Votes contre : 61,87 % |

Une étude de Feedback Research menée après le référendum suggère que la majorité des Chiliens approuve certaines des principales dispositions du projet de Constitution (gratuité de l'éducation supérieure, définition de l'eau comme « bien inappropriable », système de pension et de sécurité sociale gratuite). Cependant, les débats ont été centrés sur les points les plus controversés : le droit à l'avortement et surtout la création d'un État plurinational visant à reconnaitre l’existence de plusieurs nations au sein d'un même État et conférant des droits d'autonomie aux « nations » indigènes. Les partis politiques d’opposition et les médias ont insisté sur l'hypothèse que ces dispositions conduiraient à une « balkanisation » du Chili, tandis que les indigènes eux-mêmes, déjà fortement exposés à la pauvreté, ont craint de se voir plus encore marginalisés. Une campagne de désinformation pourrait également avoir contribué à faire barrage au projet de nouvelle Constitution.
Après cet échec, Gabriel Boric, qui comptait sur cette loi fondamentale pour augmenter sa marge de manœuvre et se libérer des alliances avec le centre au Parlement, procède à son premier remaniement ministériel. Le nouveau gouvernement est réorienté plus au centre, avec la nomination de plusieurs dirigeants du Parti socialiste dotés d'une longue carrière politique au détriment de personnalités plus à gauche issues comme le président du mouvement étudiant,.

#### Nouvelles élections constituantes remportées par la droite
Le 7 mai 2023, les nouvelles élections constituantes sont largement perdues par la gauche : sur 51 sièges en jeu, le Parti républicain de José Antonio Kast (extrême droite) en obtient 23 et Chili sans danger (droite) 11, tandis que la coalition Unité pour le Chili, soutenant le gouvernement Boric, fait élire seulement 16 représentants. Sur fond de participation massive (85 %), l'ampleur de la défaite de la gauche est une surprise, puisqu'elle obtient moins d'un tiers des élus,.
L'Assemblée constituante doit se prononcer sur un texte rédigé par 24 experts définissant douze principes constitutionnels et un second référendum se tient le 17 décembre 2023 à l'issue duquel le deuxième projet constitutionnel est lui aussi rejeté par 55,79 % des voix.

### Mesures sécuritaires et contrôle de l’immigration

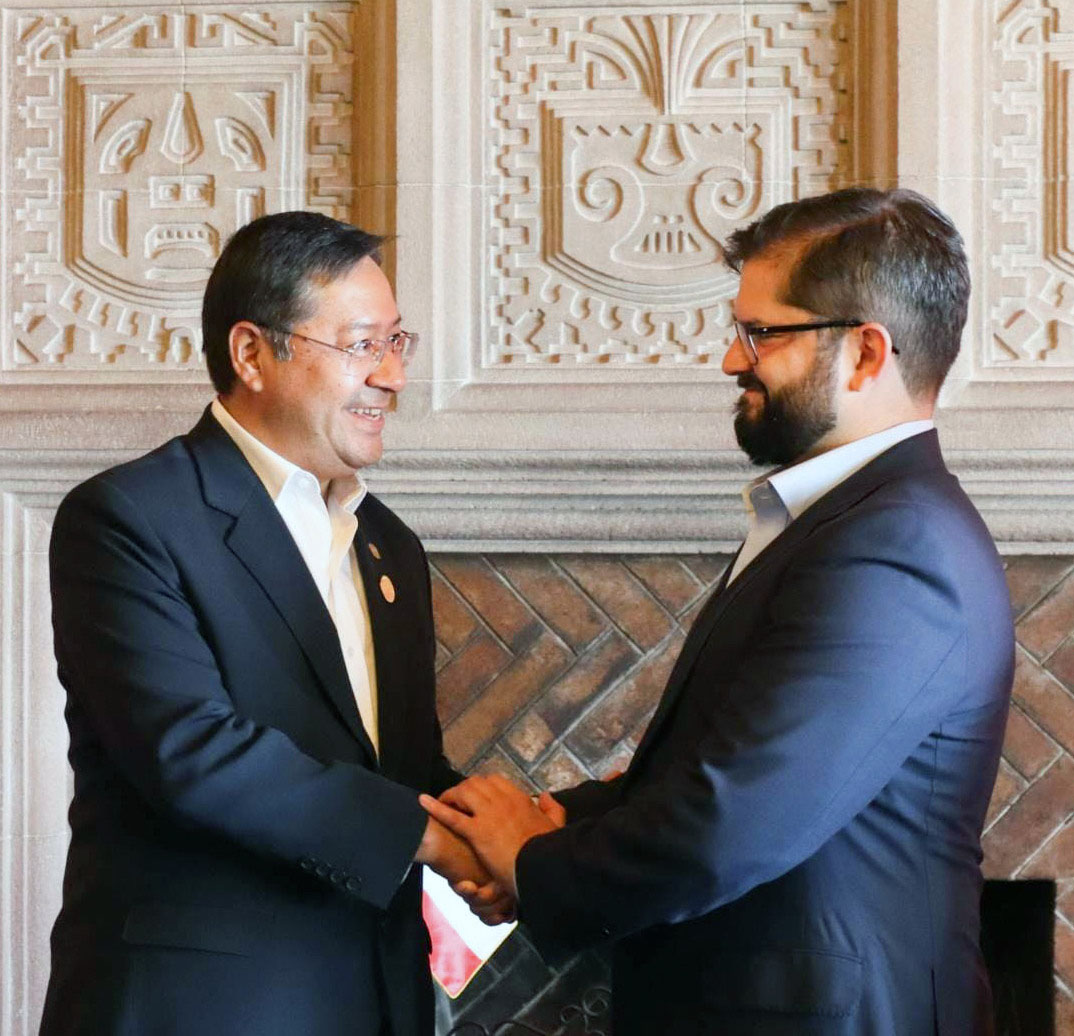
Gabriel Boric et Luis Arce, président de la Bolivie, pays dont sont issus beaucoup de migrants au Chili.

Le 27 février 2023, afin de juguler l’afflux de migrants venant de Bolivie et du Pérou, il déploie des militaires pour surveiller la frontière avec les deux pays, pour une durée de quatre-vingt-dix jours. Cette mesure constitue un revirement. Avant son entrée en fonction, son programme promettait une politique migratoire fondée sur un registre des étrangers sans permis de séjour, loin d’un recours aux forces militaires. Le Chili est, en effet, confronté à une arrivée massive de migrants, souvent entrés de manière illégale dans le pays. Le 18 avril, le Parlement approuve deux projets de loi durcissant les contrôles migratoires et les conditions d’expulsion. Selon le ministère de l’Intérieur, l’appel aux militaires – une mesure populaire – aurait réduit de 55 % le nombre des clandestins passant la frontière chilienne par rapport à la même période de l’année précédente.
En avril 2023, après la mort de trois policiers en un mois, le gouvernement de Gabriel Boric, pour qui la thématique sécuritaire n’était pas une priorité, est contraint de revoir son agenda. En 2022, les homicides ont augmenté de 33,4 % par rapport à l'année précédente, ce qui représente la deuxième plus forte variation en Amérique latine après l'Équateur. Plusieurs sondages montrent que la délinquance est la principale préoccupation des Chiliens. Des mesures, dont certaines concernent les étrangers, sont annoncées pour faire face à l’augmentation de la violence dans le pays. Le gouvernement annonce son plan « rues sans violence » impliquant, entre autres, davantage de patrouilles policières dans les communes les plus sensibles. Une loi, portée par l'opposition de droite et soutenue par une partie du centre et de la gauche, a été adoptée qui octroie aux forces de l'ordre une « présomption de légitime défense », celle-ci n'étant levée que si une enquête démontre que le policier a mal agi. Cette loi est critiquée par Amnesty International et par le représentant de l'ONU aux droits de l’homme en Amérique du Sud, qui y voient un recul en matière de droits de l'homme en raison de la probable augmentation des violences policières et de l’impunité.